# بهنمیر
بهنمیر یکی از شهرهای استان مازندران، در شمال ایران میان دریای مازندران و رشته کوه البرز قرار دارد. مردم بهنمیر از قومیت طبری هستند و به مازندرانی صحبت می‌کنند. این شهر در شهرستان بابلسر واقع شده‌است. بر اساس سرشماری سال ۱۳۹۵ جمعیت این شهر برابر با ۷،۹۰۶ نفر جمعیت بوده است. بهنمیر با مساحت ۳ کیلومتر مربع بر کرانه جنوبی دریای مازندران که در مختصات جغرافیایی ۵۲ درجه و ۴۹ دقیقه و ۵۴ ثانیه طول شرقی و ۳۶ درجه و ۳۹ دقیقه و ۵۹ ثانیه عرض شمالی قرار دارد.

## جغرافیا

### آب و هوا
بهنمیر از نظر آب و هوایی دارای آب و هوای معتدل و نسبتاً مرطوب است. این ناحیه با میانگین سالیانه دمای ۱۷٫۴ درجه سانتیگراد، بارش سالیانه ۸۵۰ میلی‌متر و ۸۲ درصد رطوبت یکی از خوش آب و هواترین مناطق کشور به‌شمار می‌آید.

#### موقعیت جغرافیایی
بهنمیر در مختصات جغرافیایی ۵۲ درجه و ۴۹ دقیقه و ۵۴ ثانیه طول شرقی ۳۶ درجه و ۳۹ دقیقه و ۵۹ ثانیه عرض شمالی قرار دارد.

## وجه تسمیه
نام بهنمیر بنا به روایتی برگرفته از «بند امیر» یا «بند امیر پازواری» می باشد. بند امیر، بندی بود بر روی رودخانه تِلار و در سامان غربی بهنمیر و به نام امیر پازواری شاعر و عارف مشهور خطه مازندران نامگذاری شده بود و در آن بند کالاهای تجاری تخلیه می‌شد ولی در حال حاضر اثری از آن بند وجود ندارد. پس از گذر مدتی این منطقه بهمن‌میر نامیده شد و به مرور زمان بهمن‌میر به بهنمیر تغییرنام داد. نام دیگر بهنمیر در کتب فرهنگ جغرافیایی ایران و لغت‌نامه دهخدا «بانصر» می‌باشد. بانصر نام یکی از دهقانان قدیم در بابلسر بوده‌است.

## تاریخچه

### دوران باستان

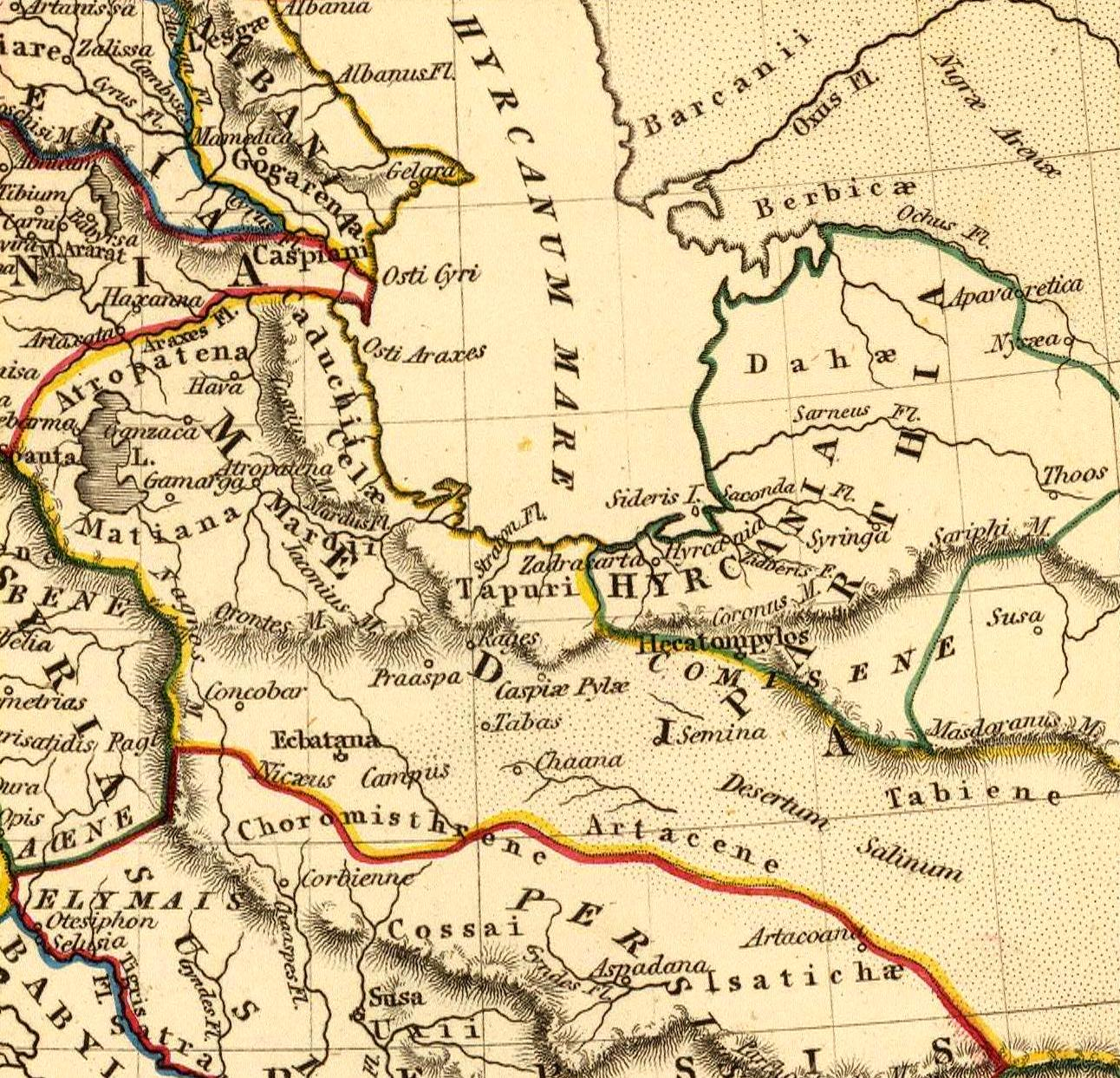
موقعیت تپورها در قرن دوم قبل از میلاد، از شرق سپیدرود تا اسرم هیرکانیا

استان مازندران پیش از اسلام تپورستان (به پهلوی: ) نامیده می‌شد که برگرفته از نام قوم تپوری (به یونانی: Τάπυροι) می‌باشد که پس از اسلام قوم طبری نام گرفتند و سرزمینشان طبرستان نامیده شد.
به گفته واسیلی بارتلد تپوری‌ها در قسمت جنوب شرقی ولایت سکونت داشتند و در قید اطاعت هخامنشیان درآمده بودند و آماردها مغلوب اسکندر مقدونی و بعد مغلوب اشکانیان شدند و اشکانیان در قرن دوم ق. م. آنها را در حوالی ری سکونت دادند و اراضی سابق آماردها به تپوری‌ها اهدا شد و بطلمیوس در شرح دیلم یعنی قسمت شرقی گیلان در ساحل بحر خزر در آن زمان از تپوری‌ها نام می‌برد.به گفته یحیی ذکا در «کاروند کسروی» آورده‌است: آماردان یا ماردان، در زمان لشکر کشی اسکندر مقدونی به ایران، این تیره در مازندران نشیمن می‌داشتند و آن هنگام هنوز قبایل تپوران به آنجا نیامده بودند. به گفته مجتبی مینوی قوم آمارد و قوم تپوری در سرزمین مازندران می‌زیستند و تپوری‌ها در ناحیه کوهستانی مازندران و آماردها در ناحیه جلگه‌ای مازندران سکونت داشتند. در سال ۱۷۶ ق. م فرهاد اول اشکانی قوم آمارد را به ناحیه خوار کوچاند و تپوری‌ها تمام ناحیه مازندران را فرو گرفتند و تمام ولایت به اسم ایشان تپورستان نامیده شد.

### پیشینه

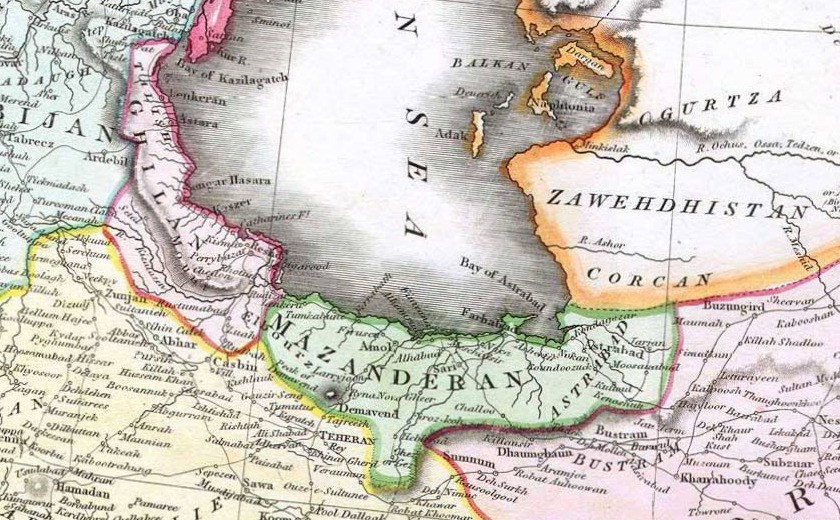
نقشه قدیم مازندران ۱۸۱۴ میلادی

در گذشته نام این منطقه بندامیرپازواری و بعدها بهمن میر بوده‌است که به مرور زمان بر اثر تلفظ های مختلف به بهنمیر تغییر نام پیدا کرد.
این منطقه در تقسیم‌بندی‌های زمان اصلاح ارضی به زیر مجموعه بخش بانصر از توابع شهر بارفروش(بابل کنونی )تبدیل گردید قدمت تاریخی ثبت شده بهنمیر به حدود ۶۱۵ هجری قمری بازمی‌گردد که برخی از مورخین آبادانی و سکنی تاریخ دار را به ۴ برادر عرب که فرار کرده و پناهنده لاریجان بودند پس از لو رفتن مکانشان در لاریجان به این منطقه پناهنده شدند که از آن‌ها با نام‌های آل معطیا آل نبیا آل شریفا و … ذکر شده‌است که در تاریخ پیران با نام‌های مشابه‌ای نیز وارد گردیده‌است در کتابی از سفرنامه‌های یک انگلیسی در حدود ۱۲۸۰ه-ق به منطقه بارفروش از حاجیکلاواغوزبن بهنمیر نام برده که آن را از توابع بیشه سر می‌دانسته و در کتاب سفرنامه ناصرالدین شاه در عبور از این منطقه از بهمن میر وکالی (کاله) نام برده‌است.

## آثار و بناهای تاریخی بهنمیر
- مقبره سید مرتضی مشهور به درویش امیروسید رضی مشهور به درویش حاجی وسید
- قاسم که دونفر در عزیزک ونفر سوم درجوار رودخانه تالار دفن می‌باشد.
- صید گاه شیلات می‌رود (در دهه۴۰)
- آستانه سید قاسم واقع در «بازارسر» بهنمیر
- بقعه بی بی حلیمه خاتون روشندان بهنمیر
- تپه تاریخی قنبر روشندان

## جاذبه‌های گردشگری
معرفی منطقه نمونه گردشگری می‌رود :
شهر زیبا و ساحلی بهنمیر دارای منطقه بکر و نوار جنگلی زیبایی در قسمت شمالی می‌باشد که در نوع خود منحصر بفرد بوده و همه ساله پذیرای گردشگران و میهمانان زیاد از اقصی نقاط کشور می‌باشد. شهرداری بهنمیر به منظور رفاه حال شهروندان و مسافرین محترم اقدام به ایجاد تفرجگاه ساحلی در منطقه میررود بهنمیر نموده‌است که این تفرجگاه دارای امکاناتی از قبیل: طرح سالمسازی دریا برای خانم‌ها و آقایان، آلاچیق، آب شرب، برق، سرویس بهداشتی، نمازخانه، استراحتگاه مسافرین، پارکینگ عمومی و مجموعه بازی کودکان و مجموعه ورزشی می‌باشد و بهنمیر دارای ساحلی بسیار زیبا، نوار جنگلی و امکانات مناسب در منطقه میررود بوده، که کلیه مسافرین عزیز و گردشگران می‌توانند از این امکانات رفاهی که شهرداری مهیا نموده‌است بهره‌مند شوند. علاوه بر آن شهرداری بهنمیر اقدام به مطالعه و احداث راه دسترسی به منطقه ساحلی مذکور نموده که در طول این جاده از مناطقی زیبا و چشم‌نواز شامل: مزرعه شالیزاری و آبندان دارابدین بهنمیر می‌گذرد که با تأمین اعتبار لازم جهت احداث جاده و ایجاد منطقه گردشگری در آبندان که مانند دریاچه زیبا به وسعت ۲۲ هکتار و ارتفاع چهار متر از سطح زمین، از سوی مقامات ذی‌ربط شاهد شکوفایی گردشگری در منطقه خواهیم بود.

## معرفی آستانه سید قاسم
آستانه سید قاسم یکی دیگر از فضای گردشگری است که دارای طبیعت زیبا و امکانات مناسب می‌باشد که هم ساله علاقه‌مندان زیادی از این مکان بازدید و از امکانات موجود بهره‌مند می‌شوند.

### منطقه توریستی کرفون
کرفون در ۵ کیلومتری بهنمیر در جاده ساحلی به سمت ساری واقع شده‌است منطقه‌ای بکر و زیبا با دریایی واقعاً زیبا و بی‌خطر و ساحلی ماسه‌ای که آرامش خوبی برای کسانی که طالب آرامش هستند دارد این منطقه طی مصوبه دولت ۱۳۸۷ به عنوان یکی از مناطق نمونه گردشگری شناخته شده‌است. بهنمیر یکی از شهرهایی است که از طریق محله میررود و کرفون که یک منطقه گردشگری محسوب می‌شود به دریا متصل است و منظره جنگل و دریا در کنار هم هر ساله مسافران زیادی را به سمت خود جذب می‌کند. وجود شرکت تعاونی پره کرفون در ساحل زیبای این منطقه موقعیت مناسبی جهت تهیه بهترین، تازه‌ترین، خوشمزه و سالم‌ترین ماهی‌های دریای خزر را با قیمت مناسب فراهم کرده‌است. دانشگاه آزاد واحد جویبار در ۵ کیلومتری کرفون به سمت جویبار قرار دارد و دانشجویان زیادی در این واحد مشغول تحصیل می‌باشند، که تعدادی از این دانشجویان کرفون را برای زندگی انتخاب کرده‌اند.

## دانشگاه

### مؤسسه آموزش عالی علامه امینی بهنمیر
در مهرماه ۱۳۸۶ با مجوز وزارت علوم، تحقیقات و فناوری فعالیت خود را آغاز نمود و در حال حاضر دارای ۳۴ رشته تحصیلی در مقاطع کارشناسی ارشد، کارشناسی پیوسته، کارشناسی ناپیوسته و کاردانی و حدود ۱۵۰۰ نفر دانشجوی شاغل به تحصیل می‌باشد.

#### دانشگاه پیام نور - واحد بهنمیر
دانشگاه پیام نور واحد بهنمیر در سال ۱۳۸۸ با ۴ دانشجو در رشته حقوق فراگیر کار خود را آغاز کرد. با تلاش‌های ریاست واحد و پیگیری مسئولین شهرستانی و هیئت مؤسس در سال ۸۹ دو رشته حسابداری و مدیریت بازرگانی (سراسری) نیز اضافه شدند. رشتهٔ جدید دانشگاه علوم تربیتی (برنامه‌ریزی آموزشی) می‌باشد. در گذشته محل برگزاری کلاس‌ها در مهمانسرای مخابرات جنب بخشداری بهنمیر می‌باشد. ساختمان جدید آموزشی واقع در کیلومتر 2 جاده بهنمیر-بابل در سال 1394افتتاح گردید. این دانشگاه تا کنون نزدیک به 1000 فارغ التحصیل در 5 رشته دارد.
بهنمیر در چهار راهی قرار دارد که از یک سو به بابلسر، از سویی به بابل، از سویی به کیاکلا و قائمشهر و از سوی دیگر به جویبار و ساری مرتبط می‌شود.
سجاد محله، آغوزبن، حاجیکلا، هزارچل، بازارسر، همت‌آباد، حمام سر، بالامحله، دارابدین بهنمیر و کریم کلا جزء حوزه شهری و دارابدین روشن، روشندان، می‌رود، کاله، عربخیل، گالشکلا، سرخدشتو … جزء بخش می‌باشند.
محصول عمده این شهر توت فرنگی بوده و صنعت مبلمان نیز به سرعت در این شهر رونق پیدا کرده به‌طوری‌که از استان‌های مجاور نیز برای خرید مبلمان به این شهر می‌آیند. باغات کیوی و نیشکر (محصولات مشتق از ان) نیز بسیار معروفند.
گذر اتوبان ۸ بانده ساحلی از این شهر بر رونق و آبادانی آن در سال‌های اخیر افزوده‌است.

## جمعیت
بر اساس سرشماری سال ۱۳۹۵ جمعیت این شهر برابر با ۷،۹۰۶ نفر جمعیت بوده است. مردم بهنمیر به زبان مازندرانی گویش می کنند.